# Meopta
Meopta — словацкая, позднее чехословацкая компания, производитель фотоаппаратов, кинокамер, кинопроекторов и оптических приборов.

## История
Компания образовалась путём слияния двух компаний:
- Optikotechna из города Пршеров;
- Братиславского филиала C. P. Göerz.

### Optikotechna
Компания Optikotechna была основана в 1933 году в городе Пршеров Алоизом Бенеш (Alois Benes) и доктором Алоизом Мазурек (Dr. Alois Mazurek). В начале 1930-х компания производила фотоувеличители, оборудование для фотографии и объективы. В 1938 году компания начала выпуск фотоаппаратов. Первой камерой стал Optiflex — двухобъективный зеркальный фотоаппарат.
Во время Второй мировой войны компания производила оптическое оборудование для армии Германии — прицелы, перископы, бинокли и т. д. В 1946 году компания была национализирована и переименована в Meopta.

### C. P. Göerz
В 1907 году австрийское отделение компании C. P. Göerz открыло в Братиславе филиал. Завод в Братиславе производил оптическое оборудование для армии Австро-Венгрии. После Первой мировой войны компания начала выпуск гражданской продукции: кинокамер, биноклей, компасов, манометров и т. д. В 1958 году братиславский филиал C. P. Göerz присоединён к Meopta и национализирован в 1968 году.

### Meopta
До 1970-х годов Meopta производила кинокамеры и фотоувеличители Axomat, Opemus, Magnifax. В 1971 году началось производство военной оптики для армий стран Варшавского договора. На долю военной продукции приходилось 75 % производства. После 1988 года производство военной оптики значительно сократилось, а в 1990 году было прекращено.
В 1992 году Meopta была приватизирована.
В настоящее время компания произведит спортивную и военную оптику, кинопроекторы, фотоувеличители и другое оптическое оборудование.

## Продукция

### Фотоаппараты

#### Плёнка типа 120

##### Двухобъективные зеркальные фотоаппараты
- Kamarad I
- Kamarad II

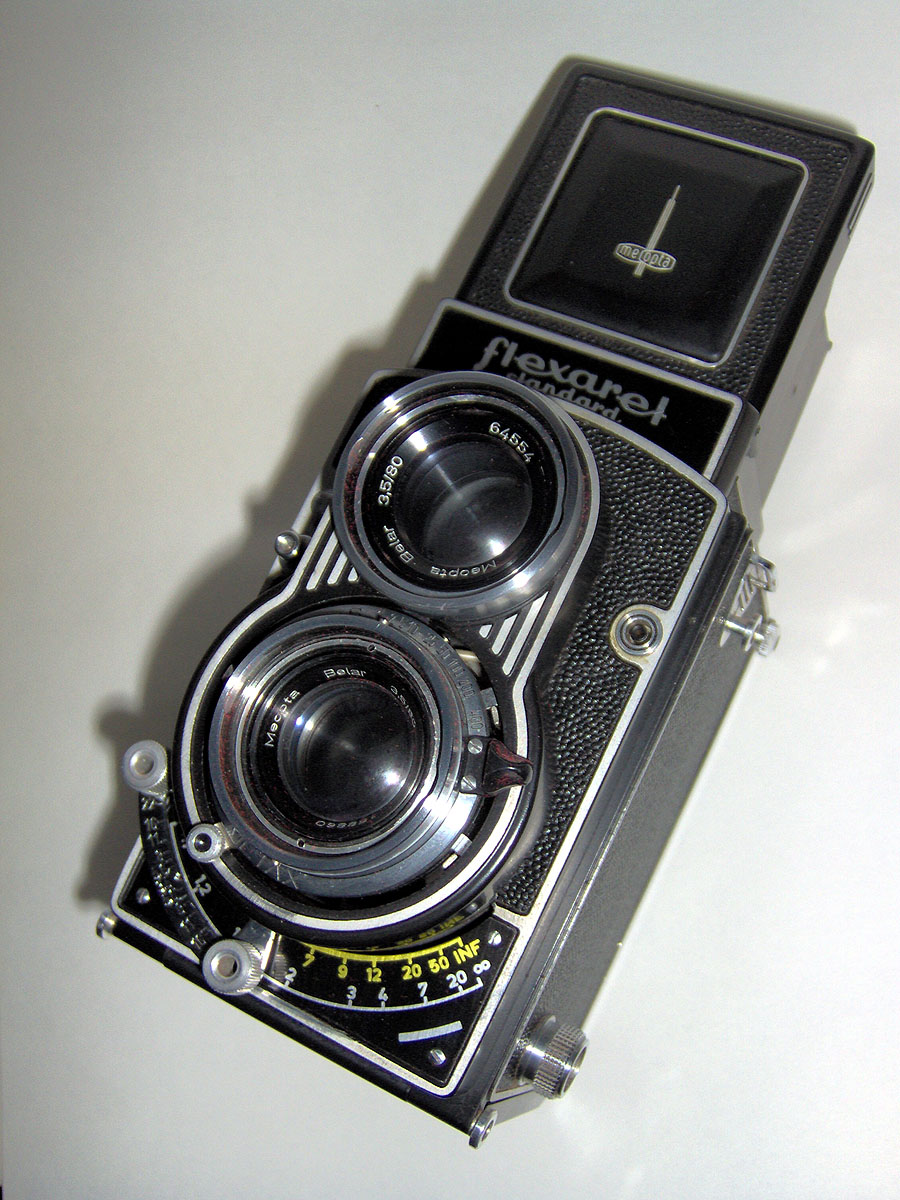
Фотоаппарат Flexaret Standard.

- Optiflex — Выпускалась с 1938 года. Объектив «Триплет» Mirar T3 75 мм f/2,9. Затвор Compur, экспозиции до 1/250 сек. Минимальное расстояние наводки на резкость — 1 метр. Размер кадра 6×6 см.
- Autoflex — Выпускалась с 1939 года. Объектив Trinar 75 мм f/2,9. Затвор Compur, экспозиции до 1/250 сек. Размер кадра 6х6 см.
- Flexette — Выпускалась с 1939 года. Объектив Mirar 80 мм f/4,5 или Meyer 75 мм f/2,8. Затвор Compur, экспозиции до 1/250 сек. Размер кадра 6×6 см.
- Flexaret I
- Flexaret II — выпускалась в трёх версиях с 1948 года. Фотографирующий объектив Mirar 80 мм f/4,5, фокусирующий объектив Anastigmat 80 мм f/3. Затвор Prontor II. Размер кадра 6×6 см.
- Flexaret IIa — название Optikotechna изменилось на Meopta.
- Flexaret III — Выпускалась с 1948 года. Фотографирующий объектив Mirar 80 мм f/3,8, фокусирующий объектив Anastigmat 80 мм f/3. Затвор Metax, экспозиции до 1/400 сек. Перемотка плёнки ручкой. Размер кадра 6×6 см.
- Flexaret IIIa — версия Flexaret III с синхронизированной вспышкой. Производилась с 1951 года по 1956 год.
- Flexaret IV — Производилась с 1950 года по 1957 год. Фотографирующий объектив Belar 80 мм f/3,5, фокусирующий объектив Anastigmat 80 мм f/3. Затвор Prontor SVS, экспозиции до 1/400 сек. Размер кадра 6×6 см.
- Flexaret IVa — версия Flexaret IV, способная снимать на плёнку типа 120 и 135.
- Flexaret V — Выпускалась с 1958 года. Фотографирующий объектив Belar 80 мм f/3,5, фокусирующий объектив Anastigmat 80 мм f/3. Затвор Prontor SVS, экспозиции до 1/400 сек. Размер кадра 6×6 см.
- Flexaret Va — версия Flexaret V, способная снимать на плёнку типа 120 и 135.
- Flexaret VI — Производилась с 1961 года по 1967 год. Фотографирующий объектив Belar 80 мм f/3,5. Затвор центральный ламельный, экспозиции до 1/400 сек. Размер кадра 6×6 см. Мог фотографировать на плёнку типа 135.
- Flexaret Standard
- Flexaret VII — Производилась с 1966 года по 1971 год. Размер кадра 6×6 см, 4,5×6 см или 24×36 мм. Фотографирующий объектив Belar 80 мм f/3,5, фокусирующий объектив Belar 80 мм f/3,5. Затвор Prestor RVS, экспозиции до 1/500 сек. Автоматический счётчик на 12 кадров.

##### Складные
- Milona — Производилась с 1945 года по 1950 год. Размер кадра 6×6 см или 6×4,5 см. Шкальный фотоаппарат. Объектив Mirar 80 мм f/3,5. Затвор Prontor S, экспозиции до 1/300 сек.

##### Дальномерный среднеформатный фотоаппарат
- Spektareta — Производилась с 1950 года. Делала три кадра для одной цветной фотографии. Предназначалась для использования в полиграфии. Могла использовать плёнку типа 120 и 135. Объектив Spektar 70 мм f/3,0. Затвор Compur, экспозиции до 1/100 сек.

#### Плёнка типа 135

##### Сменный объектив
- Opema I/II — Производилась с 1954 года по 1959 год. Размер кадра 24×32 мм. Объектив Belar 45 мм f/3,5.

##### Несменый объектив
- Cola — Производилась с 1932 года. Шкальный фотоаппарат для любителей. Объектив Meyer 50 мм f/3,5. Затвор Compur, экспозиции до 1/300 сек.
- Optineta — Производилась с 1959 года. Объектив Belar 45 мм f/3,0. Затвор центральный Metax.
- Etareta — Производилась с 1947 года по 1948 год. Объектив Etar III 50 мм f/3,5. Затвор Etaxa.
- Axoma 96 — Производилась с 1996 года. Полностью автоматическая камера в пластиковом корпусе. Объектив 3 элементный, фокусное расстояние 30 мм f/3,5 — f/4,5.

##### Стереоскопические фотоаппараты

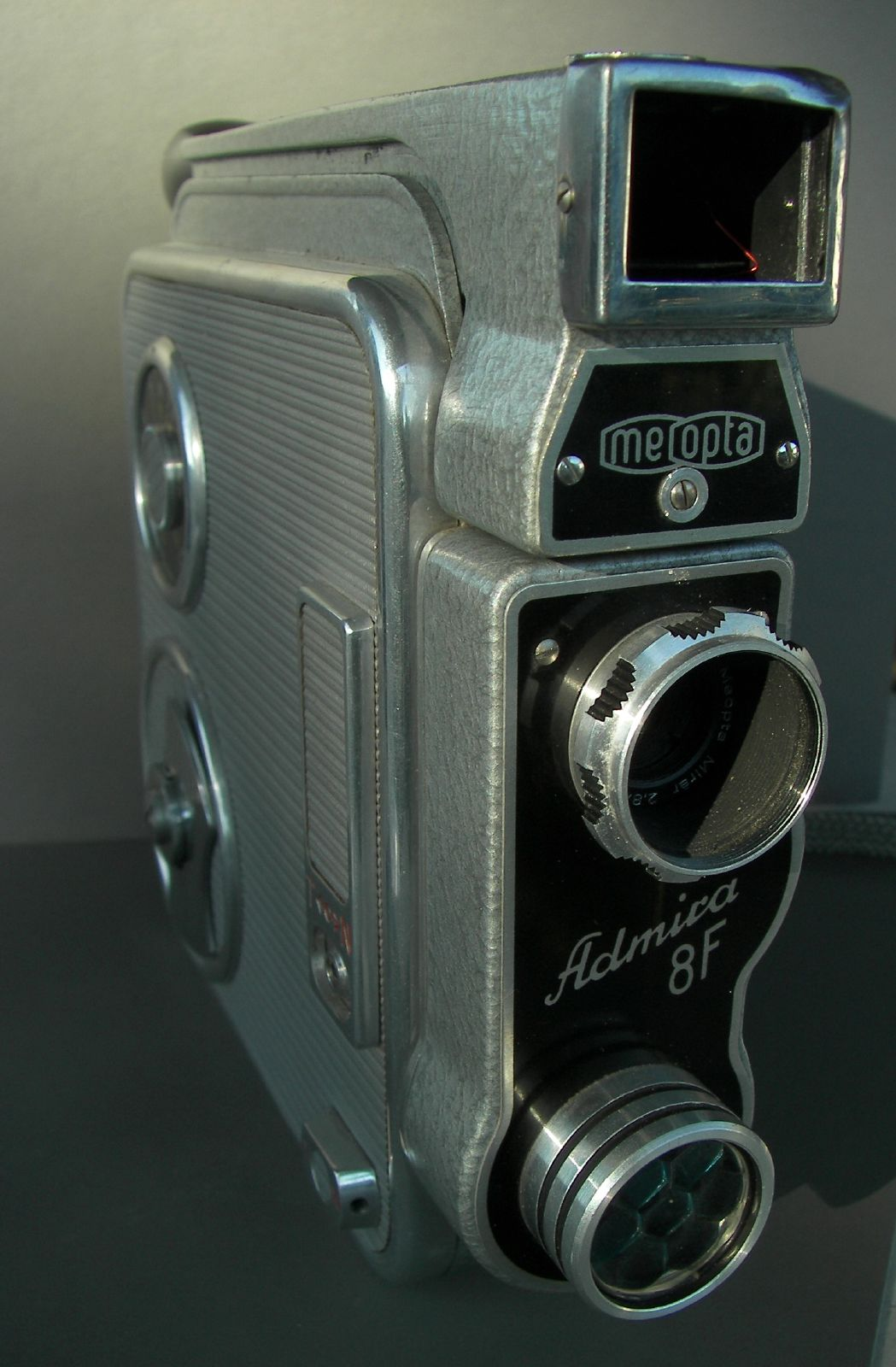
Кинокамера Admira 8 °F. 1960—1964 год.

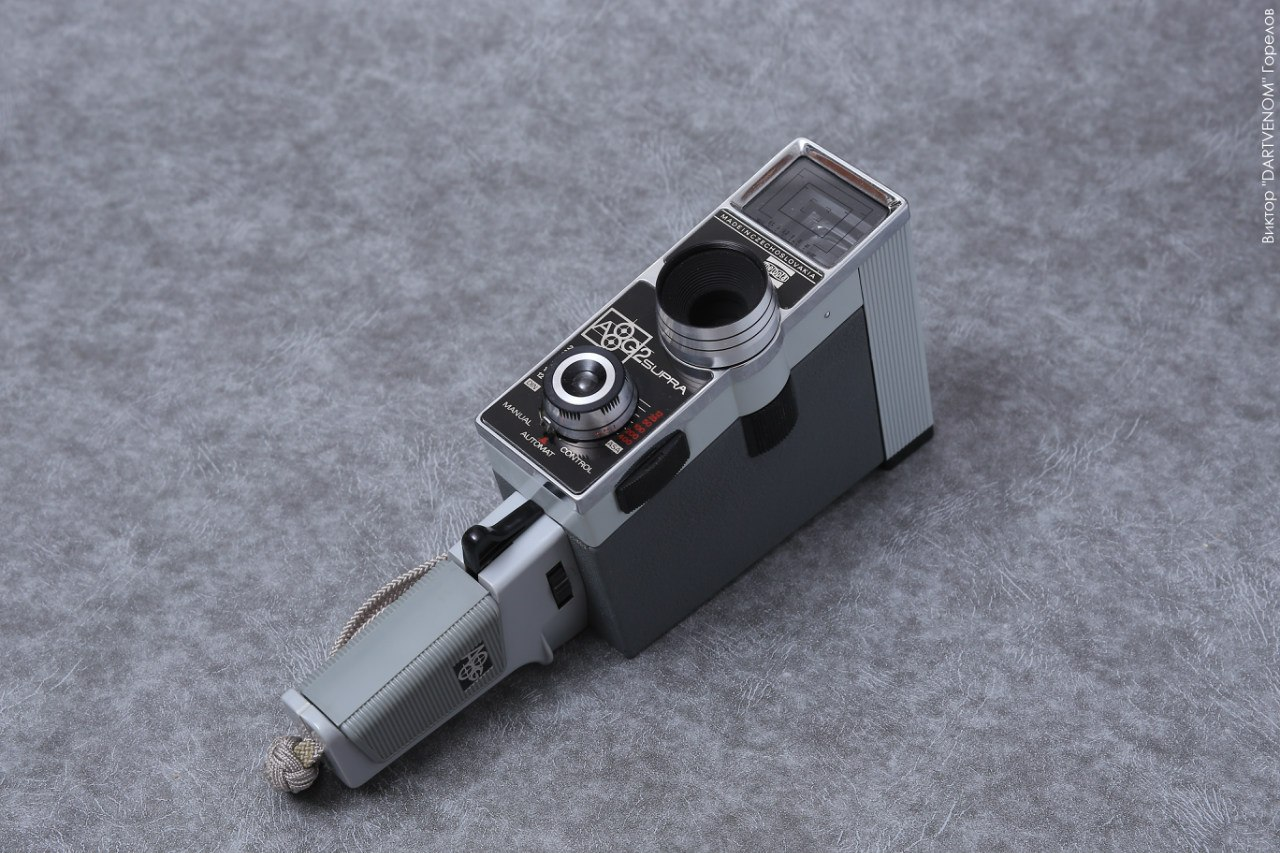
Кинокамера Admira 8 G2 Supra (1968—1971 гг.)

- Stereomikroma — Производилась с 1960 года по 1972 год. Размер кадра 10,5×11,5 мм. 16 или 18 двойных фотографий на 16 мм плёнке длиной 90 см или 12-14 сдвоенных фотографии на плёнке длиной 70 см. Полуавтоматическая камера. Два объектива анастигмат Mirar 20 мм f/3,5. Экспозиции 1/5, 1/10, 1/25, 1/50, 1/100 и B.
- Stereo 35 — Производилась с 1970 года. Плёнка типа 135. Два объектива анастигмат Mirar 20 мм f/3,5. Шкальная автоматическая камера.

##### Панорамные фотоаппараты
- Pankopta — Производилась с 1965 года. Шкальный фотоаппарат для любителей. Объектив Belar 105 мм f/4,5.

#### 16-мм плёнка
- Mikroma series — Производилась с 1957 года. Размер кадра 11×14 мм. 50 кадров на 16 мм плёнке. Объектив анастигмат Mirar 20 мм f/3,5. Экспозиции от 1/5 сек до 1/400 сек.
- Mikronette — Производилась с 1958 года. Автоматическая камера. Размер кадра 11×14 мм. 240 кадров на 16 мм плёнке. Объектив анастигмат Mirar 20 мм f/3,5. Экспозиции от 1/5 сек до 1/400 сек.

#### Большой формат
- Magnola — Производилась с 1949 года по 1953 год. Размер кадра 13×18 см. Металлический корпус. Объектив Belar 210 мм f/4,5. Затвор центральный пневматический Compound, экспозиции от 1 сек до 1/100 сек. Фокусировочный экран.

### Фотоувеличители
- Multifax 6×9 — производился с 1933 года. Максимальный размер негатива 6×9 см. Максимальное увеличение — примерно 6. Мощность лампы 100 Ватт.
- Ideal — производился с 1934 года. Максимальный размер негатива 4,5×6 см. Максимальное увеличение — 6. Мощность лампы 60—70 Ватт.
- Colombo — производился с 1936 года. Максимальный размер негатива 4×4 см. Максимальное увеличение — 8. Мощность лампы 75 Ватт.
- Axomat — производился с 1938 года. Максимальный размер негатива 24×36 мм. Максимальное увеличение — 8. Мощность лампы 75 Ватт.
  - С 1960 года по 1966 год производился под названием Axomat Ia.
  - Axomat II — производился с 1969 года до 1971 года.
  - Axomat 3 — производился с 1974 года до 1977 года. Мощность лампы 75—100 Ватт.
  - Axomat 4a — производился с 1980 года до 1984 года. Мощность лампы 100—150 Ватт. Максимальное увеличение — 11.
- Laborant 9×12 — производился с 1939 года. Максимальный размер негатива 9×12 см. Максимальное увеличение — приблизительно 5. Мощность лампы 200—500 Ватт.
- Opemus 4x4 — производился с 1953 года до 1970 года. Максимальный размер негатива 4×4 см. Максимальное увеличение — 10. Мощность лампы 60 — 75 Ватт.
  - С 1960 года по 1966 год производилась версия Opemus IIa для негативов 6×6 см и меньше. Максимальное увеличение — 6,7.
  - Opemus III — производился с 1969 года до 1975 года. Для негативов 6×6 см и меньше.
  - С 1970 до 1984 года выпускались версии Opemus Standard, Opemus 4, Opemus 5 и Opemus 5a.
- Opematus 6×6 — производился с 1940 года до 1945 года. Максимальный размер негатива 6×6 см. Максимальное увеличение — 4. Мощность лампы 60—75 Ватт.
- Herkules — производился с 1955 года до 1969 года. Максимальный размер негатива 18×24 см. Фотопластинки и фотоплёнки. Максимальное увеличение — 4. Мощность лампы 300—500 Ватт. Вес 220 кг.
- Magnitarus — серия фотоувеличителей. Выпускалась для негативов размером 13×18 см и 10×15 см. Производился с 1954 года до 1972 года. Мощность лампы 200—500 Ватт. Вес 66—70 кг.
- Magnifax 6,5×9 — производился с 1954 года до 1967 года. Максимальный размер негатива 6,5×9 см. Максимальное увеличение — 5,5. Мощность лампы 100 Ватт.
  - Magnifax II — производился с 1958 года до 1973 года. Максимальное увеличение — 6. Мощность лампы 200 Ватт.
  - Magnifax 3 — производился с 1972 года до 1980 года.
  - Magnifax 3a — производился с 1981 года до 1984 года.
- Proximus — производился с 1961 года до 1967 года. Для плёнки типа 135.
  - В 1970 году выпускалась полуавтоматическая версия Proximus 2. Максимальное увеличение — 8.
- Mignoret 11×14 — производился в 1961 и 1962 году. Размер кадра 11×14 мм. Максимальное увеличение — 6.
- Agrand — профессиональный увеличитель. Производился в 1967 и 1968 году. Негативы от 24×36 мм до 10×12 см. Максимальное увеличение — 7. Мощность лампы 200 Ватт.
- Meogrand — лабораторный и профессиональный увеличитель. Производился с 1968 года до 1970 года. Максимальный размер негатива 6,5×9,5 см. Максимальное увеличение — 15. Мощность лампы 300 Ватт.